# Павел (Груздев)
Архимандри́т Па́вел (в миру Па́вел Алекса́ндрович Гру́здев; 3 [16] августа 1911 или 1910, Мологский уезд, Ярославская губерния — 13 января 1996, Тутаев, Ярославская область) — архимандрит Русской православной церкви, старец.

## Детство и юность (1911—1941 годы)

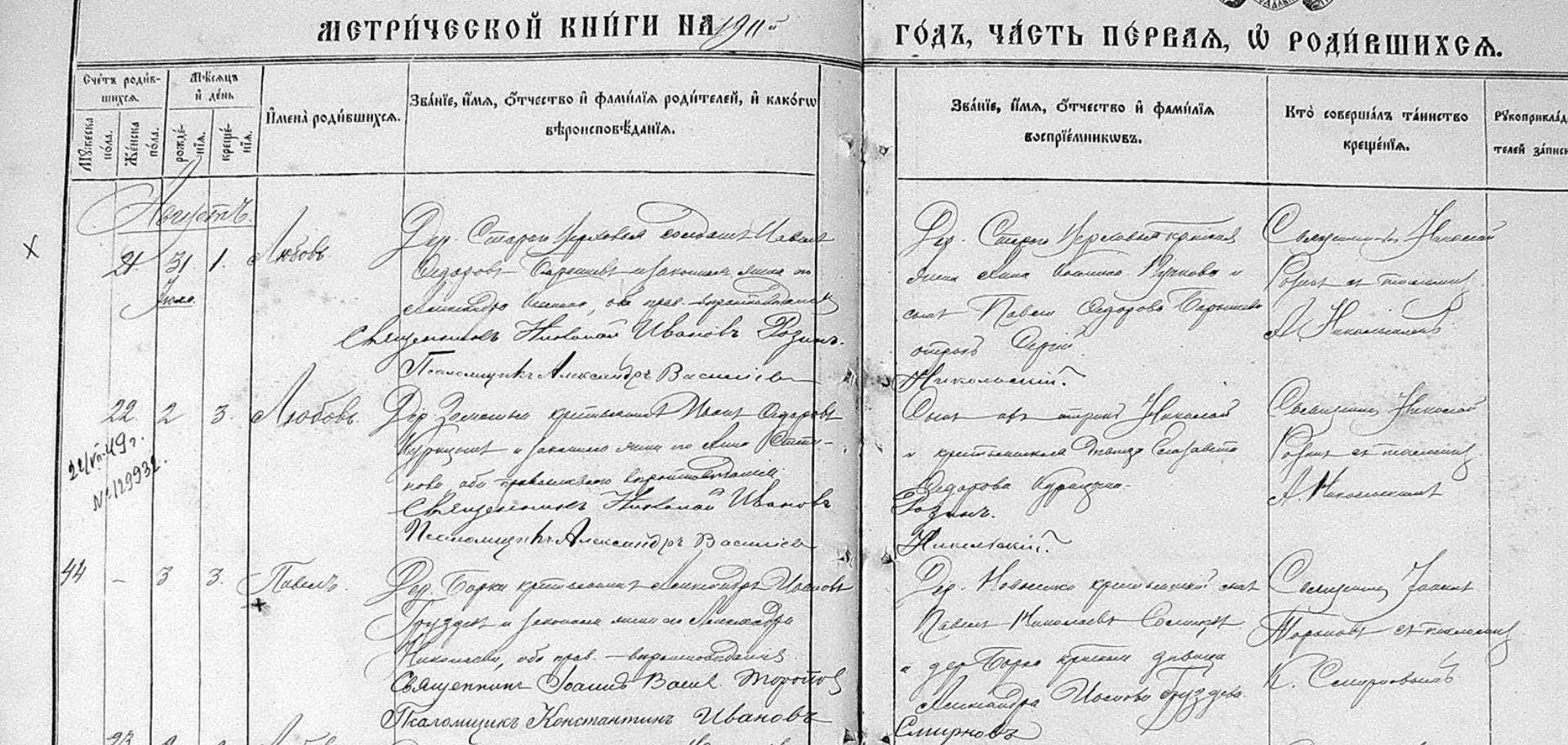
Запись № 44 первой части метрической книги приходского Успенского храма Мологского Афанасьевского женского монастыря за 1911 год: «родился и крещён 3 августа 1911 года Павел. Родители его: деревни Борки крестьянин Александр Иванов Груздев и законная жена его Александра Николаева, оба православного вероисповедания. Восприемники: деревни Новинки крестьянский сын Павел Николаев Солнцев и деревни Борки крестьянская девица Александра Иванова Груздева». Источник: Государственный архив Ярославской области. Ф. 230. Оп. 11. Д. 1274. Л. 101об-102.

Родился 3 (16) августа 1911 года в крестьянской семье в деревне Большой Борок Боронишинской волости Мологского уезда Ярославской губернии. Крещён в тот же день в приходском Успенском храме Мологского Афанасьевского женского монастыря.
Отец — Александр Иванович Груздев (1888—1958), работал в городе Мологе в мясной лавке. Мать — Александра Николаевна Груздева (урождённая Солнцева; 1890—1961). У него было три младших сестры: Ольга (1912), Мария (1914) и Анна (1918). Отца забрали на войну, семья стала бедствовать, и в 1916 году Павла отправили к тёткам, монахине Евстолии и инокиням Елене и Ольге в Мологский Афанасьевский женский монастырь; сначала пас цыплят, затем коров и лошадей, пел на клиросе. Носить подрясник восьмилетнего послушника благословил живший некоторое время в монастыре Патриарх Московский Тихон. В 1928 году признан негодным к службе в армии из-за «слабого умственного развития» (в то время многим верующим ставили такое «клеймо»). Недолгое время был судебным заседателем:

Народный суд <…> Первым вошёл в зал заседания я, за мной Ольга. Батюшки! Родные мои, красным сукном стол покрыт, графин с водой… Я перекрестился. Ольга Самойловна толкает меня в бок и шепчет мне на ухо: «Ты, зараза, хоть не крестися, ведь заседатель!» «Так ведь не бес», — ответил я ей. Хорошо! Объявляют приговор, слушаю я, слушаю… Нет, не то! Погодите, погодите! Не помню, судили за что — украл он что-то, муки ли пуд или ещё что? «Нет, — говорю, — слушай-ка, ты, парень — судья! Ведь пойми, его нужда заставила украсть-то. Может, дети у него голодные!» Да во всю-то мощь говорю, без оглядки. Смотрят все на меня и тихо так стало… Пишут отношение в монастырь: «Больше дураков в заседатели не присылайте».
После закрытия монастыря 3 января 1930 года перебрался в Хутынский монастырь, расположенный под Новгородом. Здесь его облачили в рясофор с благословения епископа Алексия (Симанского), будущего Патриарха. Живя в монастыре, работал на Деревяницкой судостроительной верфи, а в свободное время пел и читал на клиросе в монастыре, звонил на колокольне, следил за порядком и чистотой у раки с мощами преподобного Варлаама.
В 1932 году закрылся и этот монастырь, инок Павел несколько лет жил на родине, работал на скотном дворе Государственной селекционной станции. Деревня попала в зону затопления Рыбинского водохранилища. В 1938 году с отцом разобрали избу, сплавили её по Волге до Тутаева и там на левом берегу собрали. Здесь жил с семьёй до 1941 года, был рабочим на базе «Заготскот», ходил в Леонтьевскую церковь, пел на клиросе в церковном хоре и пономарил при иеромонахе Николае (Воропанове).

## Заключение и ссылка. Реабилитация (1941—1958 годы)
13 мая 1941 года Павел Груздев вместе с иеромонахом Николаем и ещё 11 людьми был арестован по делу архиепископа Ярославского Варлаама (Ряшенцева). Арестованных содержали в тюрьмах Ярославля. Долгое время Павел Груздев находился в одиночной камере в полной изоляции, затем в одноместную камеру из-за нехватки мест поместили 15 человек. Заключённым не хватало воздуха, поэтому они, чтобы подышать, по очереди припадали к дверной щели у пола. На допросах Павла подвергли пыткам: избивали, выбили почти все зубы, ломали кости и слепили глаза, он начал терять зрение. 

Во время допросов следователь кричал: «Ты, Груздев, если не подохнешь здесь в тюрьме, то потом мою фамилию со страхом вспоминать будешь! Хорошо её запомнишь — Спасский моя фамилия, следователь Спасский!» Отец Павел об этом рассказывал: «Прозорливый был, зараза, страха, правда не имею, но фамилию его не забыл, до смерти помнить буду. Все зубы мне повыбил, вот только один на развод оставил.»
 Иеромонах Николай был расстрелян 3 сентября 1941 года. 

Отец Павел любил вспоминать слова, сказанные ему иеромонахом Николаем после вынесения смертного приговора: «Запомни, Павлуша: Бог был, есть и будет. Храни веру православную!». Эти слова страстотерпца отец Павел пронёс через всю свою жизнь.
Все другие заключённые, проходившие по этому делу, были расстреляны, а отец Павел был приговорён к шести годам лишения свободы в исправительно-трудовых лагерях с поражением прав на 3 года. С 1941 по 1947 год он находился в Вятлаге (Кировская область, Кайский район, село Волосница), будучи заключённым под номером 513. Условия жизни в лагере были очень тяжёлыми: голод, холод, непосильная работа, издевательства и избиения как со стороны руководства колонии, так и со стороны уголовников. Однажды в декабре, в сильные морозы, уголовники отобрали у Павла валенки, привязали босого к дереву и оставили так стоять, обрекая на верную смерть. Глубокий снег под ногами Павла протаял до земли, однако ему удалось выжить. О другом подобном случае отец Павел рассказал следующее: 

В самый канун Рождества обращаюсь к начальнику и говорю: «Гражданин начальник, благословите в самый день Рождества Христова мне не работать, за то я в другой день три нормы дам. Ведь я человек верующий, христианин.» «Ладно, — отвечает, — благословлю». Позвал ещё одного охранника, такого, как сам, а может, и больше себя. Уж били они меня, родные мои, так, не знаю сколько, и за бараком на земле лежал. Пришёл в себя, как-то, как-то ползком добрался до двери, а там уж мне свои помогли и уложили на нары. После того неделю или две лежал в бараке и кровью кашлял. Приходит начальник на следующий день в барак: «Не подох ещё?» С трудом рот-то открыл: «Нет, — говорю, — ещё живой, гражданин начальник». «Погоди, — отвечает. — Подохнешь». Было это как раз в день Рождества Христова.
Павел Груздев был назначен обходчиком узкоколейной железной дороги, по которой из тайги вывозили лес с лесоповала. В связи с этим он получил статус бесконвойного, то есть мог самостоятельно покидать зону, выходить в тайгу или посещать близлежащий посёлок. Павел Груздев воспользовался этим преимуществом для помощи другим заключённым. Поскольку в годы войны лагеря особенно плохо снабжали продовольствием, то положение заключённых было исключительно тяжёлым. «Кто в войну не сидел, тот и лагеря не отведал», — гласила лагерная пословица. Павел спасал от голодной смерти своих товарищей. Для этого он собирал грибы и ягоды и приносил их в лагерь, отдавая часть собранного охранникам. Затем он менял грибы и ягоды в санчасти на хлеб и кормил ослабевших от голода заключённых.
Однажды Павел вытащил из петли другого заключённого — пастуха. Этот человек заснул от утомления, в результате чего его лошади забрели на железную дорогу и попали под поезд. Пастух решил покончить жизнь самоубийством и повесился, но Павел успел вынуть его из петли и привести в чувство. После этого пастуха судили, Павла, проходившего по делу свидетелем, пытались заставить оговорить подсудимого — заявить, что он, как немец, совершил диверсию. Однако подвижник решительно выступил против этой клеветы и сказал, что это была случайность. В результате пастух получил сравнительно мягкое наказание — 5 лет условно, после чего он подкармливал Павла хлебом.
С окончанием войны Груздев освобождён, вернулся в Тутаев к прежней работе и занятиям, но в 1949 году по тому же делу осуждён повторно и сослан на спецпоселение в Казахскую ССР на неопределённое время. Был чернорабочим в облстройконторе в Петропавловске; в свободное время исполнял обязанности уставщика и чтеца в соборе Святых Апостолов Петра и Павла; жил у престарелых супругов, вёл их хозяйство. 20 августа 1954 года освобождён как невинно пострадавший. Как хорошего работника его уговаривали жениться и остаться в Петропавловске.
По возвращении в Тутаев жил с родителями, был рабочим в Горкомстройконторе, строил дороги, благоустраивал парки и скверы, в свободное время служил чтецом, пел на клиросе и пономарил в Воскресенском соборе. Подал два прошения о рукоположении в священный сан, но ему было отказано из-за судимости. 21 января 1958 года был реабилитирован и подал новое прошение.

## Пастырское служение (1958—1996 годы)
9 марта 1958 года в кафедральном Феодоровском соборе в Ярославле был рукоположён епископом Угличским Исаией во диакона, а 16 марта — во пресвитера. В августе 1961 года архиепископом Ярославским и Ростовским Никодимом пострижен в монашество.
Служил настоятелем церкви села Борзово Рыбинского района. С 1960 года настоятель Троицкой церкви села Верхне-Никульского Некоузского района (ранее Мологского уезда). Получил известность далеко за пределами села и даже области. Самые разные люди ехали к нему за благодатным утешением и решением жизненных вопросов. Учил христианской любви просто: притчами, жизненными рассказами, некоторые из которых были записаны и позднее изданы. Отец Павел был образцом христианского нестяжания: несмотря на широкую известность он очень просто питался и одевался, за всю свою жизнь не накопил никаких материальных ценностей.
В 1961 году был награждён епископом фиолетовой скуфьей, в 1963 — патриархом наперсным крестом, в 1971 — палицей, в 1976 — крестом с украшениями. С 1962 года иеромонах, с 1966 — игумен, с 1983 — архимандрит.
С июня 1992 года по состоянию здоровья переехал в Тутаев, жил в сторожке при Воскресенском соборе, поскольку не имел никаких средств для приобретения жилья. Несмотря на полную слепоту и тяжёлую болезнь продолжал служить и проповедовать, принимать народ. Умер 13 января 1996 года. Похоронен архиепископом Ярославским и Ростовским Михеем в сослужении 38 священников и 7 диаконов при большом стечении народа на Леонтьевском кладбище Тутаева рядом с родителями.
Место погребения отца Павла пользуется народным почитанием, к нему приезжают паломники из разных регионов России. На могиле старца постоянно служатся панихиды.

## Комментарии
1. ↑  Деревня Большой Борок, находившаяся в двух верстах от города Мологи[4][5], утрачена при создании Рыбинского водохранилища; ныне территория относится к Рыбинскому району Ярославской области.